# Papuasoniscus holthuisi
Papuasoniscus holthuisi là một loài chân đều trong họ Platyarthridae. Loài này được Vandel miêu tả khoa học năm 1973.